# Едуардо Бонвальєт
Едуардо Бонвальєт (ісп. Eduardo Bonvallet, 13 січня 1955, Сантьяго — 18 вересня 2015, Сантьяго) — чилійський футболіст, що грав на позиції захисника, за низку чилійських та американських клубних команд, а також національну збірну Чилі.

## Клубна кар'єра
У дорослому футболі дебютував 1973 року виступами за команду клубу «Універсідад де Чилі», в якій провів два сезони, взявши участь у 36 матчах чемпіонату.
Своєю грою за цю команду привернув увагу представників тренерського штабу клубу «Універсідад Католіка», до складу якого приєднався 1975 року. Відіграв за команду із Сантьяго три сезони своєї ігрової кар'єри. Більшість часу, проведеного у складі «Універсідад Католіка», був основним гравцем захисту команди.
Згодом з 1978 по 1983 рік грав у складі команд клубів «О'Хіггінс», «Універсідад Католіка», американського «Форт-Лодердейл Страйкерс» та «Уніон Сан-Феліпе».
Завершив професійну ігрову кар'єру у США в клубі «Тампа-Бей Роудіс», за команду якого виступав протягом 1983 року.
18 вересня 2015 року года тіло Бонвальєта було знайдено в отелі Los Nogales в Сантьяго. Було заявлено, що він покінчив життя самогубством, повісившись на ремені. Він помер на 61-му році життя.

## Виступи за збірну
1979 року дебютував в офіційних матчах у складі національної збірної Чилі.
У складі збірної був учасником розіграшу Кубка Америки 1979 року, де разом з командою здобув «срібло», а також чемпіонату світу 1982 року в Іспанії, де був основним захисником і провів усі три гри групового етапу, який чилійці подолати не змогли.
Загалом протягом кар'єри у національній команді, яка тривала 4 роки, провів у формі головної команди країни 24 матчі.

## Титули і досягнення
- Срібний призер Кубка Америки: 1979